# Lumină la Coordi
Lumină la Coordi (în estonă Valgus Koordis) este o povestire de propagandă sovietică din 1949 scrisă de autorul eston Hans Leberecht. A fost publicată de editura națională estonă (URSS) Ilukirjandus ja Kunst (Ficțiune și artă). Romanul descrie fermelor colective conform schemei ideologice oficiale. 
Paul Runge, un fost muncitor, este demobilizat după cel de-al Doilea Război Mondial de Armata Roșie. Acesta se reîntoarce în satul său natal, unde are un rol activ în organizarea fermei colective, trecând peste rezistența proprietarilor bogați de terenuri.
Pe baza acestei lucrări, a fost realizat un film cu același nume în 1951, în regia lui Herbert Rappaport. Filmul a fost o colaborare între Lenfilm și Studioul de Film din Tallinn (Tallinnfilm). Ca și romanul, filmul descrie organizarea primelor ferme colective din Estonia postbelică (colectivizarea) și lupta de clasă din mediul rural. În rolurile principale au jucat actorii Georg Ots  ca Paul Runge, Aleksander Randviir ca Vao, Valentine Tern ca Aino, Ilmar Tammur ca Muuli, Rudolf Nuude ca Maasalu, Olev Tinn ca Taaksalu, Elmar Kivilo ca Semidor.
Lucrarea a fost tradusă în 17 limbi. În anii 1950, a fost cea mai tradusă lucrare din limba estonă. În limba română, lucrarea a fost tradusă ca Lumină la Coordi de Petru Vintilă și Gheorghe Nicolau și a fost publicată de Editura Cartea Rusă în anul 1950.
La sfârșitul anilor 1980, în cotidianul Edas a apărut o pagină de umor denumită Valgus Koordis a Societății Academice a lui Hans Leberecht; această pagină nu a mai fost publicată după o plângere din partea văduvei lui Lebereck.